# Burton Kramer
Pour les articles homonymes, voir Kramer.
Burton Kramer, né en 1932 à New York, est un designer canadien reconnu pour avoir contribué à l'image du design par ses œuvres distinctes. Il est aussi connu pour ses peintures à caractère géométrique.

## Biographie

### Jeunesse et études
Burton Kramer est né en 1932 à New York pendant la grande dépression économique. Il commence son éducation à « the Institute of Design » de Chicago. Il poursuit ensuite ses études à l’université Yale d'où il reçoit son diplôme en design graphique. Il étudiera aussi à « Fulbright Scholar Royal College of Art London. »

### Carrière et œuvres majeures
Sa carrière débute fin 1950 quand Kramer commence à travailler pour Wil Burtin. Par la suite, il devient assistant au directeur artistique Geigy Chemicals à Ardsley, New York pour le Architectural Record magazine. Son parcours le mène ensuite à Zurich en Suisse, où il travaillera pour « Erwin Halper Advertising agency » en tant que directeur artistique de 1962 à 1965. Sa carrière prend son envol fin 1965 quand il emménage à Toronto. Il réalise sa première œuvre d’envergure à l’expo 67 de Montréal où il conçoit le design du système de localisation pour l’évènement en plus de contribuer à l'élaboration de plusieurs autres plans. C’est durant cette période que Burton Kramer influencera le mouvement Op Art. Après avoir redéfini leur logo et différents aspects de leur identité graphique, il quitte son poste de directeur chez « Clairtone Sound Corp. » et fonde son propre bureau de design, « Kramer Design Associates ». À sa début, les fonctions de « Kramer Design Associates » se limitent au multimédia spécialisé dans la signalisation et l'impression, mais devient vite très important dans le monde du design. En 1971, Kramer conçoit le logo et l’identité de l’entreprise pour « The new Educational Communications Authority ». C’est en 1974 qu’il réalise l’œuvre majeure de sa carrière en concevant le logo emblématique de la CBC; ce dernier qui représentant la lettre C (pour Canada) en style explosé.
Pendant 9 ans, il sera membre du conseil général du GDC en tant que vice-président et président. Grand ambassadeur international pour le graphisme canadien, il contribue à la publication du Graphic Design Canada for GDC. On lui doit notamment, l’introduction canadienne du « Top Symbols and Trademarks of the World » de Déco Press (1973), en Italie. En 1975, il organise un évènement spécial pour le magazine IDEA à Tokyo sur le design graphique du Canada. Dans la même année, il coécrit un article sur la compréhension globale pour le gouvernement canadien au sujet de la conception graphique et la fiscalité des ventes.
En 1974, il devient le premier Canadien à faire partie de l’alliance graphique internationale. Il est aussi membre du comité consultatif canadien du design. Il a été professeur pendant près de 21 ans à l’« Ontario College of Art and Design » à temps partiel.

### Post-carrière
Après avoir pris sa retraite des arts graphiques et légué sa compagnie à son fils Jeremy, Kramer se concentre sur sa passion pour la peinture. Il conçoit des tableaux à base de géométrie abstraite et exploite les couleurs et le mouvement. On retrouve ses œuvres dans des galeries d'arts un peu partout dans le monde.

## Accomplissement professionnel

### Implication de Kramer à l'Exposition universelle de 1967
Durant les années 1960, pendant la révolution industrielle, à une époque où le design international converge, les graphistes, maintenant dissociés du terme de « publicitaire », arrivent à Montréal, ville hôtesse de la très attendue Expo 67, avec leurs idées de grandeur. Déjà, avant même le début de cet important événement, le design graphique suscite l’intérêt de plusieurs.

#### Répartition des tâches
Georges Huel (concepteur de l’affiche officielle de l’exposition) dirige à cette époque le programme de graphisme et d’affichage d’Expo 67.
La Commission des Expositions du gouvernement canadien, créée en 1901 pour permettre plus de visibilité au Canada en tant que nation distincte, engagera, près de un demi-siècle après sa création, Burton Kramer, Paul Arthur et plusieurs autres graphistes pour travailler sur le programme dont les principales tâches consistent alors à concevoir la campagne publicitaire, les publications, l’affichage ainsi que les fiches signalétiques de l’événement.

#### Contributions
Par leur participation à l’Exposition Universelle de 1967, Burton Kramer et Paul Arthurs sont chargés de l’identification et de la signalisation du site. Selon la défunte revue Design, leurs travaux furent fortement appréciés par le public qui, venu par milliers et ce, des quatre coins du monde, le qualifie de « remarquablement complet et compréhensif ».

#### Concepts
- Identification

La Terre des Hommes étant le thème abordé par Montréal, Kramer conçoit donc quinze pictogrammes d’animaux qui serviront à identifier les différentes zones du stationnement pouvant contenir plus de 10 000 voitures. Il conçoit également certaines façades des restaurants entre autres.
- Signalisation

Le designer torontois crée aussi la carte de l’Exposition présentée à l’entrée de l’île artificielle, qui constitue en elle-même une attraction de choix.

### Radio-Canada
La société Radio-Canada fait appel aux services de Burton Kramer pour la conception du nouveau logo de la compagnie qui fut mis à l’honneur lors de l’inauguration de la maison de Radio-Canada en décembre 1973. En partenariat avec Allan Robb Fleming, les deux designers conçoivent ce qui, selon Gregg Durrell (lui aussi designer chez Hulse&Durrell et éditeur du livre présentant une rétrospection de la carrière de Kramer), constitue aujourd’hui une icône emblématique et l’identité même de Radio-Canada.
Toujours selon Durrell, ce logo ferait partie du top 3 de tous les temps des logos canadiens.

#### Description du logo
Influencé par Bauhaus, la lettre « C » surdimensionnée en rouge signifie le Canada, alors que le orange représente le dynamisme de la compagnie. De forme globulaire, le logo véhicule, en plus de son rôle national, les responsabilités internationales de la Société d’État.

### North American Life
Le logo est destiné à représenter à la fois des liens solides au sol, c’est-à-dire, la stabilité et au passé, c’est-à-dire, fiabilité et performance et puis l’élancement vers le haut de chaque vague représente un élan pour un avenir positif.

### Principaux logos connus
- 1967: Clairtone
- 1974: Société de Radio-Canada
- 1986: North American Life
- 1992: Exposition Universelle de 1993
- 1993: Banque canadienne impériale de commerce (CIBC)

## Œuvrographie

### Travaux et œuvres du graphiste
- 1958 : Infinity Magazine, Subscription Mailer
- 1959 : Kramer at work, Geigy, Ardsley, N.Y.
- 1959 : Geigy Dyestuffs, Ardsley, NY, Gycotan LV Trade Ad
- 1960 : Tinopal poster, Geigy Dyestuffs
- 1960 : Diphenyl Yellow Trade Ad, Geigy Dyestuffs
- 1960 : Geigy Chemical Corp., Corporate Magazine
- 1960 : Inflammation Takes Flight, Geigy Pharmaceuticals, Product Identity, brochure
- 1960 : House Magazine, Christmas Insert, Geigy Chemical Corp.
- 1960 : Geigy Ad
- 1960 : Geigy 'Tinuvin P' Ad
- 1960 : Geigy 'Whiteners' Ad
- 1961 : Inflammation Takes Flight, Geigy Pharmaceuticals, Sample Package
- 1961 : Ytong logo
- 1962 : Geigy Dyestuffs, exhibit design
- 1962 : New Year Greetings, Erwin Halpern Advertising, Zurich, Suisse
- 1962 : Geigy 'Colour' Ad
- 1962 : Modissa 'Sister Shop News' Ad
- 1963 : New Years Greetings, Erwin Halpern Advertising, Zurich, Suisse
- 1963 : Modissa 'Scarf Packs'
- 1963 : Ski Pants Poster
- 1964 : Gift Package, Silk Scarf Modissa, E. Halpern Advertising, Zurich, Suisse
- 1964 : Modissa Newspaper Ad, Poster, E. Halpern Advertising, Zurich, Suisse
- 1964 : Witzig AG Newspaper advertisement, E. Halpern Advertising, Zurich, Suisse
- 1964 : Depillatory Packaging
- 1964 : Depillatory Packs
- 1964 : Rat Poison Packs
- 1964 : 5	Halpern NY Greeting
- 1965 : Modissa Christmas ornament
- 1965 : New Years Greetings Erwin Halpern and Associates, Zurich, Suisse
- 1966 : Clairtone annual report
- 1967 : Expo 67, Montreal, supergraphic signage
- 1967 : Expo '67, Montreal, Map - wayfinding system
- 1967 : Expo '67, Montreal, supergraphic signage
- 1967 : Clairtone identity, signage
- 1967 : Clairtone Sound Corp., Visual identity Program, Vehicle Graphics
- 1967 : Clairtone Sound Corp., Stereo and Television user manuals
- 1967 : Royal Ontario Museum, Toronto - shopping bags
- 1967 : Expo '67, parking lot signage - pictograms
- 1967 : Expo '67, Restaurant supergraphic signage
- 1967 : New Year Poster
- 1967 : Clairtone Sound Corporation logo
- 1968 : McLaughlin Planetarium poster, Royal Ontario Museum, Toronto
- 1968 : Hamilton-Hastings, packaging for spark plugs
- 1968 : ROM Bags
- 1968 : Student film Festival Poster
- 1968 : Graphic Designers of Canada Entries Call
- 1969 : Gallery of Minerology, Poster, Royal Ontario Museum, Toronto
- 1969 : General Motors Acceptance Corporation - Poster Series
- 1969 : Stelco Scope, corporate magazine cover
- 1970 : Venturetek Annual Reports
- 1970 : Ontario Educational Communications Authority, Identity Program
- 1970 : Management of Design, Design Canada - poster
- 1970 : Radio Canada International, Postage Stamp, Canada Post
- 1970 : GMAC Poster
- 1970 : Paperback Covers
- 1970 : Parliament Book
- 1970 : Hallmark Hotels logo
- 1971 : Annual Report, Anglo-Canadian Pulp & Paper Mills
- 1971 : NOMA Lites Canada Ltd., packaging
- 1971 : Art & Artists Poster
- 1971 : Canadian Architecture Book
- 1971 : Channel 19 OECA Poster
- 1971 : Ontario Educational Communications Authority, Toronto - film series poster
- 1971 : Moonvigil Teaching Aid
- 1971 : OECA Moonvil Exhibit
- 1971 : OECA Van
- 1971 : Ontario Educational Communications Aurhority logo
- 1972 : The Competitive Edge, Design Canada brochure
- 1972 : Reed Paper Corp., Visual Identity Program, print
- 1972 : Project Canada Poster
- 1972 : Niagara Institute brochures
- 1972 : Canada Systems Group logo
- 1973 : Centre Inn, Visual Identity program
- 1973 : Reed Paper Ltd., logo, Visual Identity Program, vehicle graphics
- 1973 : Decoustics Logo & Binders
- 1974 : Canadian Broadcasting Corporation Logo and TV Identification Storyboard
- 1974 : Idea magazine, magazine cover and feature article, Tokyo, Japan
- 1974 : Holidays by Wardair, Logo, Visual Identity, brochure cover
- 1974 : CBC Canadian Broadcasting Corporation Symbol
- 1975 : Canadian Broadcasting Corporation - Logo, Visual Identity Program, billboard
- 1975 : CBC Identity Vehicle Fleet
- 1975 : Original Eaton Centre Signage
- 1975 : Shaw Festival Poster
- 1975 : Reed Paper Corporation logo
- 1975 : 8	Venturetek Annual Reports
- 1976 : Canadian Canvas Art Catalogue
- 1976 : Eaton Centre Signage
- 1977 : Scene Magazine Logo cover
- 1978 : Bregman & Hamann Architects
- 1978 : Bedford Consulting Group logo
- 1979 : Discovery Train Graphics
- 1980 : Visual Identity and Signage, Copps Coliseum, Hamilton, Ontario
- 1980 : ONEX Logo, Visual Identity Program, Signage
- 1980 : Passionate Spirits Book
- 1980 : ONEX Packaging logo
- 1981 : The Inn Business brochure, Design Canada
- 1981 : Hospital Planning Manual
- 1981 : Prince Hotel Signage
- 1982 : Storwal (storage units) logo
- 1983 : Gulf Recruiting Brochure
- 1983 : Impact Marketing Identity
- 1983 : Impact Marketing Logo Signage
- 1983 : JD Looseleaf Logo
- 1983 : The Art of Norval Morriseau
- 1983 : Mariposa Concert Poster
- 1984 : Teknion Plant Signage
- 1984 : Teknion Logo / Plant Signage
- 1984 : Teknion Vehicle Fleet
- 1984 : 5	VIA Rail Signage System, Union Station, Toronto
- 1985 : The Great Lakes Seaway, Traveling Exhibition, Visual Identity, signage, print
- 1985 : Metro Central YMCA, signage system
- 1985 : Scarborough Centenary Hospital, signing system and murals
- 1985 : Centenary Hospital Wall Graphic
- 1985 : Idea Magazine Cover & Article
- 1985 : OCA Fund Brochure & Stationery
- 1985 : OCA 'Tacky Ball'
- 1985 : Proctor & Gamble
- 1985 : NRC-CNRC National Research Council of Canada logo
- 1985 : Sudbury Science Centre logo
- 1986 : The Creative Spark brochure/catalogue, Industry Canada
- 1986 : Metro Toronto, Corporate Identity Program, vehicle graphics
- 1986 : North American Life, Visual Identity, corporate sculpture
- 1986 : Canada Tourism Info
- 1986 : North American Life
- 1986 : Studio Magazine Cover - KDA Logos
- 1987 : St. Lawrence Centre for the Arts, Visual Identity, Signage
- 1987 : Christmas/New Year Greetings, Kramer Design Associates
- 1987 : St. Lawrence Centre for The Arts logo
- 1988 : Canadian Museum of Contemporary Photography, Visual Identity Program, signage
- 1988 : Kite Festival Logo and T-Shirt
- 1988 : Zoomit Identity
- 1988 : Amblin Resources logo
- 1989 : Canadian Museum of Contemporary Photography, Ottawa, Visual Identity Program, promotional items
- 1989 : Tokyo, mini-poster
- 1990 : Scarborough Board of Education, Visual Identity, Banners
- 1990 : Scarborough Board of Education, Visual Identity Program, brochures
- 1990 : Western Fair, London, Ontario, Logo
- 1990 : CBC Broadcast Centre Signage
- 1990 : CBC Broadcast Centre Signage
- 1990 : Children's Mental Health Association logo
- 1991 : CIBC Corporate Identity Program, logo, print material
- 1991 : New York - The Apple of My Eye, mini-poster
- 1992 : Expo '93 Korea, Visual Identity, print materials
- 1992 : Amblin Logo & Identity
- 1992 : Metro Toronto Identity Program
- 1992 : Metro Toronto Identity Program
- 1992 : Political Prisoner Poster
- 1993 : CIBC Logo & Sign
- 1994 : Intria Logo & Sign
- 1994 : Intria Corporation logo
- 1997 : Burton Kramer Portrait, photo with painting
- 2001 : I Love Paris' Poster
- 2002 : New Year Card
- 2005 : AGI Berlin Poster
- 2006 : Graphic Designers of Canada 50th Year Poster

### Autres œuvres & peintures
- 1996 : Oasis 1
- 1997 : Oasis 3
- 1998 : Resonant 1
- 1998 : Fugue 1
- 1998 : Radiant 1
- 1999 : ColourSignal 1
- 1999 : ColourSignal 2
- 1999 : ColourSignal 3
- 2000 : Oasis 5
- 2000 : Moog Music 1
- 2000 : Moog Music 2
- 2000 : Blue Song
- 2000 : Deep Song
- 2000 : Hot Song
- 2001 : Resonant 2
- 2001 : Resonant 3
- 2001 : Zap 2
- 2001 : Zap 3
- 2001 : Zap 5
- 2001 : Chorale 1
- 2002 : Moog Music 5B
- 2002 : TTH 1
- 2002 : TTH 1A
- 2002 : TTH 1B
- 2002 : TTH 1C
- 2002 : TTH 2
- 2002 : TTH 2B
- 2002 : TTH 2C
- 2002 : TTH 2E
- 2002 : TTH 2G1
- 2002 : TTH 2G2
- 2002 : TTH 2G3
- 2002 : TTH 2G4
- 2002 : TTH 3A
- 2002 : TTH 3C
- 2002 : TTH 3D
- 2002 : TTH 3B
- 2002 : TTH 4
- 2002 : TTH 4A
- 2002 : TTH 4B
- 2002 : 3	Flicker 1
- 2002 : 3	Flicker 2
- 2002 : 3	Flicker 3
- 2002 : 3	Flicker 4
- 2002 : 3	Flicker 6
- 2002 : 3	Flicker / Blue/Yellow/Red
- 2002 : 3	Flicker /Gold
- 2002 : 3	MoogMusic 5
- 2002 : 3	MoogMusic 5C
- 2002 : 3	MoogMusic 6B
- 2002 : 3	MoogMusic 7A
- 2002 : 3	MoogMusic 7D
- 2002 : 3	MoogMusic 7F
- 2003 : Façade 5
- 2003 : Façade 2
- 2003 : MoogMusic 03
- 2004 : Contradanse 1
- 2004 : Baroque Brass 1
- 2004 : Baroque Brass 2
- 2004 : Hip-Hopp'n 2
- 2004 : Hip-Hopp'n 3
- 2004 : Fanfare 2
- 2004 : Fanfare 3
- 2004 : Lindy Hop 1
- 2004 : Lindy Hop 2
- 2004 : Lindy Hop 3
- 2005 : Contradanse 2
- 2005 : Contradanse 3
- 2005 : Epiphany 1
- 2005 : Epiphany 2
- 2005 : Epiphany 6
- 2005 : Vivace 3
- 2005 : Vivace 4
- 2005 : Vivace 5
- 2005 : NA 2B
- 2005 : NA 2C
- 2005 : Gavotte 1
- 2005 : Gavotte 2
- 2005 : Gavotte 3
- 2005 : Cantata 1
- 2005 : Cantata 3
- 2005 : Pavane 1
- 2006 : Cirque 1 / Showtime
- 2006 : Cirque 3 / Showtime
- 2006 : Cirque 6 / Showtime
- 2006 : Cirque 7 / Showtime
- 2006 : Bourée 2A1
- 2007 : Stepdance 2
- 2007 : Bourée 2A1A
- 2007 : LineDance 3A
- 2007 : Gridded 2
- 2007 : Bourée 2A4A
- 2007 : Line Dance 3C
- 2007 : Step Dance 3
- 2008 : Bourée 2A1B1
- 2008 : Bourée 2A1C2
- 2008 : Bourée 2A3A
- 2008 : MoogMusic 5CSQ2
- 2008 : MoogMusic 5CSQ3
- 2008 : MoogMusic 8
- 2008 : MoogMusic 10
- 2008 : Quadrille 2B
- 2008 : Hip-Hopp'n 5B
- 2008 : Hip-Hopp'n 6
- 2009 : Contradanse 9
- 2009 : Syncopation 2
- 2009 : Syncopation 2
- 2009 : Hip-Hopp'n 8B2
- 2009 : Line Dance 5
- 2009 : TR8A
- 2010 : Syncopation 3

## Perspectivevsl’artiste et répercussions

### Ses influences, son héritage et la perception de son œuvre.
Dès 1974, le designer canadien figurait dans Canadian Who’s who puis dans Who’s Who in Graphic Art, Who’s Who in American Art, Contemporary Designers et finalement dans Who’s Who in The World. Burton Kramer est donc une personne reconnue autant au Canada qu'à l'international.
« ...Kramer was one of Canada’s first graphic designers to courageously promote the use of Helvetica type, organizational grids, symbols, systems design and other visual manifestations of the "International style" in a Canadian design environment that was then steeped in a different tradition and often hostile to this radically new approach », a dit Greg Durrell à propos de Kramer. Comme le soutient également Durrell, il est difficile d’être un jeune designer de nos jours sans ressentir l’influence de Burton Kramer.
Le designer italien, fondateur et éditeur à Designculture ainsi que propriétaire chez Munari Design, Nicola-Matteo Munari, souligne ici les principales caractéristiques de l’apport au design de Kramer : « I really enjoy his design made of consistent geometries, able to spread a strong energy through a clear communication and a dynamic expressiveness. I truly wish to thank him very much for his kindness and his interest in Designculture. ». La géométrie est très présente dans nombre de ses œuvres nous fait-il remarquer. Munari nous explique très bien ses forces faisant référence à la clarté de la communication dans ses travaux et en mentionnant l’expression dynamique de ceux-ci.
Plusieurs autres personnes ont eu que de bons mots relativement à la carrière de Burton Kramer, et ce, non seulement à propos de son design graphique, mais aussi à propos de ses œuvres remarquables en peinture qui marquent le début d’une transition entre son design graphique et ses tableaux d'art à caractère géométrique. La critique d’art et renommée Roberta Fallon (notamment ayant largement contribué au Weekly et au Daily news de Philadelphie) nous décrit ici son intérêt pour les peintures du designer : « Burton Kramer’s acrylic paintings are a waltz in time, or perhaps musical chairs at the precise moment the music stops… In giving even the smallest member of the composition space, time and freedom to shine, Kramer brings harmony and balance to his utopian dance. ». Par ces quelques mots, nous pouvons bien comprendre et ressentir la contribution du design dans ces œuvres peintes.

### Prix et distinctions
Burton Kramer a mérité plusieurs éloges dans sa longue carrière. L'Ordre de l'Ontario, la distinction la plus prestigieuse de la province qui récompense le plus haut niveau d’excellence personnelle et de réussite dans un domaine quelconque, lui a entre autres été attribué. Les programmes de distinctions et de prix de l’Ontario sont remis afin de rendre hommage aux personnes qui ont contribué à la qualité de la vie dans la province (Ontario). Voici un résumé des reconnaissances que détient le designer canadien :
- 1999 - Lifetime Achievement Award, Arts Ontario
- 2002 - Order of Ontario
- 2003 - Honorary Doctorate, Ontario College of Art & Design
- 2012 - Queen’s Silver Jubilee medal.

D’autre part, son implication dans le milieu des arts est aussi soutenue. Il est aussi membre de certains groupes influents :
- De 1974 à présent : Academicien, The Royal Canadian Academy of Arts
- De 1974 à présent : Alliance Graphique Internationale (AGI)
- De 1979 à présent : ”Fellow” de The Graphic Designers of Canada

### Site Web
- (en) Site officiel
- Kramer, Burton, 2010, Bio & Artist Statement
- Kramer, Burton, FGDC, Canada’s professional association for design
- Eckler, Daniel, 23 juillet 2013, Canadian Style Icons, Huffpost Style Canada
- Mason, 26 septembre 2011, Burton Kramer: Behind the identities, Mason journal
- Karabenick, Julie, juillet 2005, An Interview with artist Burton Kramer, Geoform
- Kramer Burton, Oeno gallery, Burton Kramer, bio (about Burton Kramer)
- Durrell Greg, Stirling notes, Greg Durrell x Burton Kramer extrait de People magazine, 24 juin 2015
- Munari, Nicola-Matteo, Designculture 19 octobre 2014
- Ministère des affaires civiques, de l'immigration et du commerce international de l'Ontario, Prix et distinctions 2 février 2015,

### Magazine/article
- Canadian Icons, Show Some I.D., Appl Arts 18 no6 N/D 2003, 0330506025010
- Wainwright, David (1967, janvier). « The Shape of Expo’67 ». Design, no 217, p. 24-31.

### Catalogue d’exposition
- Centre de l’art contemporain Canadien. Burton Kramer (Graphic Designer). Catalogue d’exposition (1957-2001). Internet.

### Matériel audio visuel
Durrell, Greg (réalisateur), Burton Kramer Film Trailer [2012], Vimeo. [mp4, 01:58, 23.2k] Disponible sur : (6 octobre 2015). http://www.aisleone.net/2013/design/burton-kramer-film/

### Livre
- Durrell, Greg (11 mai 2011) Burton Kramer Identities. www.lulu.com : Greg Durrell, 186
- Warkantin, John (2010), Creating Memory: A Guide to Outdoor Public Sculpture in Toronto. Toronto: Becker Associates, 347 p.
- Pierre, Guillaume ; Laurier, Turgeon (2007). Regards croisés sur le Canada et la France : voyages et relations du XVIe au XXe siècle. Les presses de l’Université Laval : CTHS Comité des travaux des travaux historiques et scientifiques, 395 p.
- Choko, H. Marc ; Baril, Gérald ; Bourassa, Paul (2003). Le Design au Québec. Montréal : Éditions de l’Homme, 381p.
- Warkantin, John (2010), Creating Memory: A Guide to Outdoor Public Sculpture in Toronto. Toronto: Becker Associates, 347 p.